# Listă de cărți: I
Lista cărți: A - Ă - B - C - D - E - F - G - H - I - Î - J - K - L - M - N - O - P - Q - R - S - Ș - T - Ț - U - V - W - X - Y - Z
- Idiotul de Feodor Dostoievski (1869)
- Imnele tăcerii de Petruț Pârvescu (2003)
- Inginerii Lumii Inelare de Larry Niven (1980)
- Insula cu elice de Jules Verne (1895)
- Insula din ziua de ieri de Umberto Eco (1994)
- Insula misterioasă de Jules Verne (1874)
- Interviu cu un vampir de Anne Rice (1976)
- Invazia mării de Jules Verne (1905)
- Ion de Liviu Rebreanu (1920)
- Istoria critică a literaturii române de Nicolae Manolescu (2008)
- Istoria iubirii de Nicole Krauss (2005)
- Iubiri dificile de Italo Calvino (1970)
- Iureșul săbiilor de George R. R. Martin (2000)